# Enargia tadzhikistanica
Enargia tadzhikistanica là một loài bướm đêm trong họ Noctuidae.